# Dr. Cándido Pérez (serie de televisión de 2021)
Dr. Cándido Pérez es una serie de televisión de comedia de situación producida por Jorge y Pedro Ortiz de Pinedo para Televisa en el 2021. La serie está basada en la película argentina de 1962, Dr. Cándido Pérez, señoras creada por Abel Santa Cruz, que a su vez es un reinicio de la serie homónima de 1987, producida por Jorge Ortiz de Pinedo. Se estrenó por Las Estrellas el 18 de julio de 2021, siendo parte del bloque Domingos de sofá. El 13 de agosto de 2021, se anunció que la serie fue cancelada por baja audiencia.
Está protagonizada por Arath de la Torre como el personaje titular.

## Reparto
La presentación oficial de los miembros del reparto principal, se dio a conocer el 1 de marzo de 2021, en la redes oficiales del productor Pedro Ortiz de Pinedo.

### Principales
- Arath de la Torre como el Dr. Cándido Pérez
- Irán Castillo como Silvina Gómez de Pérez
- Raquel Garza como Doña Catalina de Gómez
- Lorena de la Garza como Claudia
- Marcia Coutiño como Paula
- Ana Paula del Moral como Perlita Pérez
- David Ramos como el Padre Camilo Pérez[9]
- Dali Jr. González como Inocencio Pérez[9]

### Recurrentes
- Vicente Torres como el Dr. Elías Farías
- Luis Miguel Díaz-Morlett como Willebaldo
- Gerardo Paz como el mismo
- Linda Galván como Enfermera
- Roció de Santiago como Julieta
- Romina Graniewicz como Maricarmen

## Producción
La serie se presentó el 15 de octubre de 2020 durante el Up-front de Televisa para la temporada en televisión 2020-21, bajo el esquema «Up-Front: Visión21, Realidad sin límites», en donde se confirmó a Arath de la Torre, como el protagonista. El 1 de marzo de 2021, se confirmó a los miembros del reparto principal, entre ellos, la protagonista femenina Irán Castillo. La serie inicio grabaciones el 2 de marzo de 2021, en el foro 1 de Televisa San Ángel.

## Audiencia
| Temporada | Episodios | Primera emisión     | Primera emisión      | Última emisión          | Última emisión       | Prom. de espectadores (millones) |
| Temporada | Episodios | Fecha               | Audiencia (millones) | Fecha                   | Audiencia (millones) | Prom. de espectadores (millones) |
| --------- | --------- | ------------------- | -------------------- | ----------------------- | -------------------- | -------------------------------- |
| 1         | 9         | 18 de julio de 2021 | 1.5                  | 23 de diciembre de 2021 | —                    | —                                |

## Episodios
| N.º | Título                                            | Fecha de emisión original | Audiencia (millones) |
| --- | ------------------------------------------------- | ------------------------- | -------------------- |
| 1 | «Cándido»                                         | 18 de julio de 2021       | 1.5                  |
| Alejandra, un viejo amor de Cándido, se pone en contacto con él y finge estar enferma para que le de una consulta a domicilio. - Estrellas invitadas especiales: Raquel Bigorra como Alejandra Ramos, José Roberto Pisano como el esposo de Alejandra, Jorge Ortiz de Pinedo como Plácido López. |                                                   |                           |                      |
| 2 | «El Premio y el tesorito»                         | 18 de julio de 2021       | 1.5                  |
| La Doctora Peláez es nominada por cuarta ocasión consecutiva a ser la Ginecóloga del Año, reconocimiento que Cándido desea ganar. Ella le propone un trato: le dará el premio a cambio de una cita. - Estrellas invitadas especiales: Alma Cero como la Dra. Peláez                              |                                                   |                           |                      |
| 3 | «Silvina, agente inmobiliario»                    | 18 de julio de 2021       | 1.5                  |
| Silvina decide fundar su propia agencia de bienes raíces tras haber sido despedida por el hijo de su jefe. Cándido conoce a una impactante mujer que está dispuesta a todo por seducirlo. - Estrellas invitadas especiales: Andrea Escalona como Linda Palomares.                                |                                                   |                           |                      |
| 4 | «La evaluación»                                   | 25 de julio de 2021       | 1.0                  |
| Cándido será evaluado por un ex profesor que lo odia y cuya esposa desea a Cándido. Claudia tiene miedo, pues alguien ha intentado robar el departamento. - Estrellas invitadas especiales: Lenny Zundel como el Dr. Castellanos, Malillany Marín como Gloria.                                   |                                                   |                           |                      |
| 5 | «El collar de aniversario»                        | 25 de julio de 2021       | 1.0                  |
| Silvina descubre un collar que Cándido guarda y cree que es su regalo de aniversario. Más tarde, descubre que una bella mujer tiene el mismo collar y enfurece. |                                                   |                           |                      |
| 6 | «Muestra gratis»                                  | 8 de agosto de 2021       | 1.3                  |
| Es la temporada de visitas de representantes médicos, lo cual, Cándido y el Dr. Farías serán acosados por una vendedora. Claudia tiene un problema con su hermana y tiene que renunciar para ir a su pueblo. - Estrella invitada especial: Claudia Acosta como La promotora de medicamentos.     |                                                   |                           |                      |
| 7 | «Secreto de confesión»                            | 8 de agosto de 2021       | 1.3                  |
| Camilo confiesa a una feligresa que dice estar enamorada de Cándido y que éste está enamorado de ella. Él entra en un conflicto existencial sin saber que la mujer es una mitómana. - Estrella invitada especial: Lolita Cortés como Lorena Puente.                                              |                                                   |                           |                      |
| 8 | «Espíritus y crepas»                              | 18 de noviembre de 2021   | 1.3                  |
| 9 | «Cuidado con la Chucu»                            | 25 de noviembre de 2021   | 1.4                  |
| 10 | «El Fisgón»                                       | 2 de diciembre de 2021    | —                    |
| La nueva vecina es maestra de yoga y Cándido se la pasa espiándola, además, se entera de que su hijo Inocencio será papá. |                                                   |                           |                      |
| 11 | «Doble sorpresa»                                  | 9 de diciembre de 2021    | —                    |
| 12 | «Entre maletas y locas, las broncas no son pocas» | 16 de diciembre de 2021   | 1.6                  |
| 13 | «Lo que Claudia se llevó»                         | 23 de diciembre de 2021   | —                    |